# Yi Wan-yong
Yi Wan-yong (japanisch 李完用 Ri Kan’yō; geboren 17. Juli 1858 in Gwangju in der Provinz Gyeonggi-do, Korea; gestorben 12. Februar 1926 in Korea) war ein koreanischer Politiker, der als 7. Ministerpräsident wirkte.

## Leben und Wirken

### Frühe Jahre
Yi Wan-yong, adoptierter Sohn von Yi Ho-jun, Mitglied des Ubong-Yi-Klans (우봉 이씨, 牛峰李氏), ｂestand 1882 das höhere Examen für den koreanischen Zivildienst (문관 근무, Mungwan geunmu). Er ging in den Staatsdienst und arbeitete ab 1887 in der amerikanischen Gesandtschaft. Im Jahr 1894 wurde er erst Vize-Außenminister, dann Außenminister im Kabinett Kim Hong-jip (김 홍집; 1842–1896) und 1895 Minister für Bildung, Kultur, Sport, Wissenschaft und Technologie im Kabinett Park Chung-yang (1841–1904) nahm mit pro-russischen Kräften Kontakt auf.
Im Februar 1896 brachte Yi Wan-yong und andere den Kaiser Gojong in die russische Gesandtschaft, und das pro-russische Kabinett des Kim Byeong-shi (1832–1898). Als das Kabinett gebildet wurde, wurde er Außenminister. 1901 zog er sich vorübergehend aus der Politik zurück, kehrte aber 1904 zurück und wandte sich nach dem Sieg Japans 1905 im Russisch-Japanischen Krieg der Zusammenarbeit mit Japan zu. 1905 wurde er Wissenschaftsminister im Kabinett Park Je-sun (1858–1916) und unterzeichnete im November desselben Jahres den Zweiten Japan-Korea-Protektoratsvertrag von 1905, das die diplomatischen Rechte Koreas an Japan übertrug. Japan stimmte dem Abschluss des „Schutzvertrags“ zu. In Südkorea werden Yi und andere, die den Vertrag damals unterstützten, heute als „Fünf Eulsa-Banditen“ bezeichnet.

### Spätere Jahre
Im Mai 1907 wurde Yi Minister für öffentliches Wahlrecht (ab Juni Premierminister). Als es zum Haager Gesandtenvorfall kam, bei dem Gojong einen geheimen Gesandten nach Den Haag in den Niederlanden entsandte, um die Ungültigkeit des Zweiten Japan-Korea-Vertrags zu beantragen, zwang Yi Gojong zur Abdankung und überließ den Thron Sunjong (1874–1926). Im Juli 1907 unterzeichnete Japan den Dritten Japan-Korea-Vertrag, der Japan die Kontrolle über die Innenverwaltung Koreas gab, und im Oktober desselben Jahres erhielt er den
Orden der Aufgehenden Sonne erster Klasse. Sein Wohnsitz wurde jedoch niedergebrannt von den Menschen, die gegen die Annahme waren. Er wurde vom Unabhängigkeitsaktivisten Lee Jae-myung (1890–1910) angegriffen und schwer verletzt.
Im August 1910 unterzeichnete Yi den Vertrag über die Annexion Koreas und wurde nach der Annexion Graf, ab 1920 Marquis. Er fungiert außerdem als Berater des Zentralrats des Generalgouverneurs von Korea, einem Beratungsgremium des Generalgouverneurs von Korea. Im Februar 1926, kurz vor seinem Tod, verlieh ihm Japan das Großkreuz des Chrysanthemenordens mit Cordon.
Die Koreaner betrachten Yi Wan-yong wegen seiner Nähe zu Japan als die Person, die das Land an Japan verkaufte.